# Cuboctàedre cubitruncat
En geometria, el cuboctàedre cubitruncat o cuboctàedre cuboctatruncat és un políedre uniforme no convex indexat com a U16. Té un símbol de Schläfli tr{4,3/2}. Té 20 cares (8 hexàgons, 6 octàgons i 6 octogrames), 72 arestes i 48 vèrtexs.